# Cygany (województwo podkarpackie)
Cygany – wieś sołecka w Polsce położona w województwie podkarpackim, w powiecie tarnobrzeskim, w gminie Nowa Dęba. W latach 1973–1976 w gminie Tarnobrzeg.
Miejscowość jest siedzibą rzymskokatolickiej parafii pw. św. Jadwigi Królowej należącej do dekanatu Nowa Dęba w diecezji sandomierskiej.
| SIMC    | Nazwa        | Rodzaj    |
| ------- | ------------ | --------- |
| 0800315 | Desne        | część wsi |
| 0800321 | Duża Ulica   | część wsi |
| 0800338 | Grądki       | część wsi |
| 0800344 | Mała Uliczka | część wsi |
| 0800350 | Mokre        | część wsi |
| 0800367 | Nad Szosą    | część wsi |
| 0800373 | Piaski       | część wsi |
| 0800380 | Zajęczy Ług  | część wsi |

Wieś liczy ponad 350 lat. Liczba mieszkańców wioski na przestrzeni wieków ulegała zwiększeniu z 219 w 1785 r. do 1100 w 2006 r. Cygany to wieś lasowiacka. Znajduje się tam Szkoła Podstawowa im. Jana Pawła II, która w latach 2003-2014 funkcjonowała w ramach zespołu szkół, nowy kościół pw. św. Jadwigi Królowej, Dom Ludowy i Strażnica OSP. Cygany są wsią wielodrożną z zachowanymi szczątkami pierwotnego układu ulicowego.
Urodził się tutaj Zygmunt Urbański – polski komandor dyplomowany, były Dowódca Brygady Okrętów Desantowych w Świnoujściu i komendant Centrum Szkolenia Marynarki Wojennej w Ustce.